# تمام آبشار مقدسین
تمام آبشار مقدسین (به آلمانی: Allerheiligen-Wasserfälle) یک آبشار در آلمان است که در اپناو واقع شده‌است.